# Jūjutsu
El  jiu-jitsu o ju-jutsu (柔術 ''jūjutsu''?,  lit., ‘el arte suave’ o ‘arte flexible’) es un arte marcial japonés clásico o koryū budō que abarca una variedad amplia de sistemas de combate modernos basados en la defensa «sin armas» de uno o más agresores tanto armados como desarmados. Las técnicas básicas incluyen principalmente luxaciones, puñetazos, patadas, rodillazos, esquivas, empujones, proyecciones, derribos, y estrangulamientos. Estas técnicas se originan en métodos de batalla de los bushi (guerreros japoneses clásicos), para hacer frente a otros guerreros samuráis con armadura (de ahí su énfasis en atacar con luxaciones, lanzamientos y estrangulaciones, más que fomentar el uso de golpes y patadas) sus diferentes apartados técnicos se han desarrollado a lo largo de cerca de dos milenios.
Está destinado a dar a la habilidad y la agilidad el triunfo sobre la fuerza bruta. Se funda en la vulnerabilidad particular de ciertas partes del organismo humano. Requiere, ante todo, agilidad, sangre fría y velocidad más que fuerza física y, como base principal, precisa de un adiestramiento especial, metódico y continuado.
El ju-jutsu clásico además de la defensa sin armas, admite emplear otros objetos como armas defensivas u ofensivas, como pueden ser el abanico, el parasol, las cuerdas (hojōjutsu), las monedas y las armas pequeñas de corte y contundentes, como jutte o tridente, tantō, kakushi buki (armas ocultas) e incluso kusarigama, ryofundo kusari o bankokuchoki, que resultan más elaboradas.
El ju-jutsu era parte de sistemas más amplios llamados bujutsu, que incluía a su vez las principales armas largas del guerrero samurái de entonces: katana o sable, tachi o sable de caballería, yari o lanza, naginata o alabarda, jō o bastón medio y bō o bastón largo, entre muchísimas otras. Estos métodos de combate cuerpo a cuerpo eran parte importante de los distintos sistemas desarrollados para emplear en el campo de batalla y se pueden clasificar como katchu bujutsu o yoroi kumiuchi (combatir con o sin armas, vestido en armadura) de la era Sengoku (1467-1603) o suhada bujutsu de la era Edo (1603-1867) (combatir vistiendo a la usanza de la época, con kimono y hakama).
Estos sistemas de combate «cuerpo a cuerpo», empezaron a conocerse como nihon koryū jūjutsu (ju-jutsu japonés antiguo), entre otros términos, durante el período Muromachi (1333-1573), de acuerdo con los densho de varias escuelas o ryuha y a registros históricos.

## Historia y desarrollo

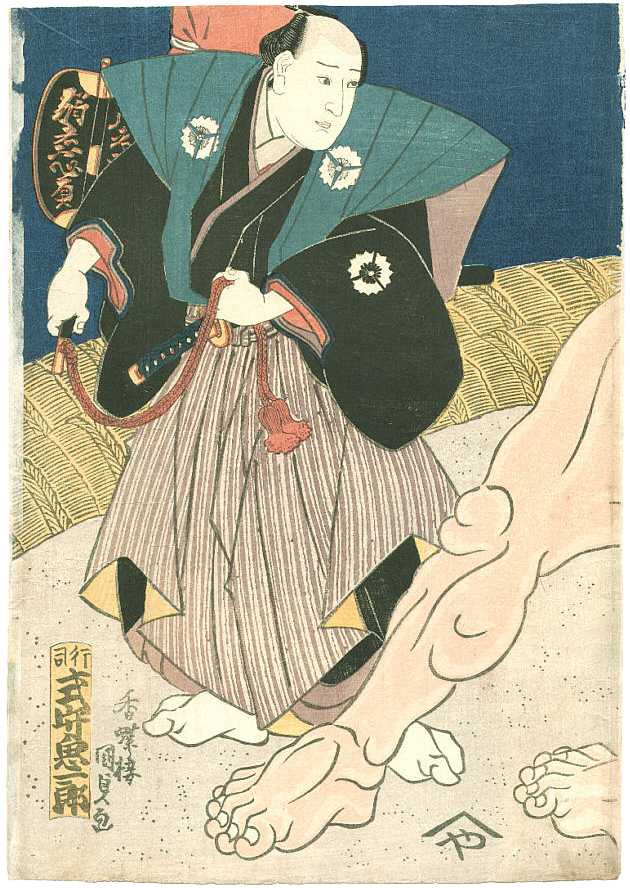
Utagawa Kunisada pintura de un luchador de sumo

A diferencia de los animales que disponen de mecanismos de defensa incorporados en su propia estructura, los seres humanos desarrollaron diferentes métodos de defensa personal. Cuando algún método resulta eficaz, las otras personas lo copian, o lo aprenden y preservan de quien lo desarrolló, con lo cual no solo se formaliza las técnicas y tácticas, sino también los métodos de transmisión, esto dio el origen a las artes marciales clásicas y tradicionales del Japón.
Respecto a los orígenes legendarios del arte suave/ gentil o ju-jutsu, hay una historia famosa sobre el guerrero Sekuni, de la provincia de Izumo, quien derrotó y dio muerte a Tajima no Kehaya en la prefectura de Shimane en presencia del emperador Suinin. De acuerdo con descripciones, las técnicas utilizadas en este enfrentamiento incluyeron golpes a puntos vitales,estrangulaciones, proyecciones, sumisiones y el uso de armas tradicionales.
Es una de las más antiguas prácticas de defensa propia y su origen se remonta a unos 400 años a. de J. C. y constituía un complemento de la preparación del samurái encaminada a permitirle la continuación de la lucha sin armas.
El ju-jutsu es un arte marcial híbrido, fundamentalmente basado en el tedori jutsu, antiguo estilo de lucha japonés destinado a reducir a los enemigos sin dañarlos excesivamente. También incorpora elementos del sumo, así como tácticas diseñadas para desarmar a los oponentes que aprendían los bushi o samuráis.
Aunque al principio a cada una de estas artes fueron desarrolladas por individuos, y preservadas en secreto por los diferentes clanes de guerreros medievales o samurái, con el tiempo se les dio un nombre particular, siendo en un principio conocidos tanto en oriente como en occidente bajo la denominación común de yawara o jiujitsu y a cada uno se le denominó “estilo”, “escuela” o "secta" del un solo arte genérico con diferentes énfasis ryu-ha en japonés.
Durante la época de los Tokugawa (1600-1867), el ju-jutsu se convirtió en un verdadero arte, pero fue decayendo con la introducción de las armas de fuego.
Históricamente, se asume que en algunas escuelas como la Kito Ryu Ju-jutsu, (escuela a partir de la cual se origina el Judo moderno junto con la escuela Shin'yō-ryū), hay una gran influencia del Shuai Jiao o lucha libre China, que incluye numerosas técnicas de derribos, luxaciones y lanzamientos, provenientes de las artes marciales de China y Mongolia. Sin embargo, el fundador del Judo, el maestro Jigorō Kanō afirmó en una declaración realizada en 1888 durante los comienzos de la era Meiji en el Japón, (cuando Japón buscaba una mayor identidad al abrirse a occidente, al tiempo que la conquista de Asia por las armas) que el Judo como tipo de lucha basado en los lanzamientos, las presas y derribos del Ju-jutsu, era de origen específicamente japonés; no chino.
En 1882, el profesor Kanō, director de la Escuela Normal Superior de Tokio, convencido del valor científico y pedagógico del Jūjutsu, formó un método general de educación física y moral al que llamó Judo, depurado de todo peligro, pues antaño quedaban muertos en el tablado el 70% de los luchadores. Se aprendía en una escuela especial, Kodokwan, y se dividía en tres fases, el nage-waza, el katama-waza y el ate-waza. La primera enseñaba a tumbar en tierra al adversario, la segunda a sujetarlo y ejecutar las más variadas presas, y la tercera el modo de golpear al rival. 
Es también claro, que en general los sistemas clásicos y tradicionales del ju-jutsu japonés dan mayor énfasis al trabajo de pie o tachi waza, y al entrenamiento en armas tradicionales, que a las técnicas en el suelo o ne-waza. Incluyendo técnicas mucho más típicas del Japón feudal como las llamadas idori o técnicas de control desde la posición arrodillado, o seiza (forma tradicional de sentarse erguido sobre las piernas dobladas bajo las caderas) así como las técnicas shikko (desplazamiento de rodillas requerido de antaño ante las visitas del señor feudal o Daimyo, el líder militar Shōgun o incluso ante el emperador, preservadas hoy día en el arte marcial del aikidō) que les son características. Además de las técnicas de desarme ante sable o tachi dori waza, lanza o sojutsu dori waza  y ante puñal o tanto dori waza siendo estas las armas comunes de los guerreros medievales con armadura o samuráis.
Las escuelas y derivados modernos de las diferentes escuelas del ju-jutsu clásico japonés más conocidas son el judo, y el aikidō; siendo aún más popular hoy el jiu-jitsu brasileño o BJJ (desarrollado con base en el apartado de lucha en el suelo del judo o ne-waza), debido a su protagonismo y auge en los torneos de las artes marciales mixtas (o MMA).

## Legado

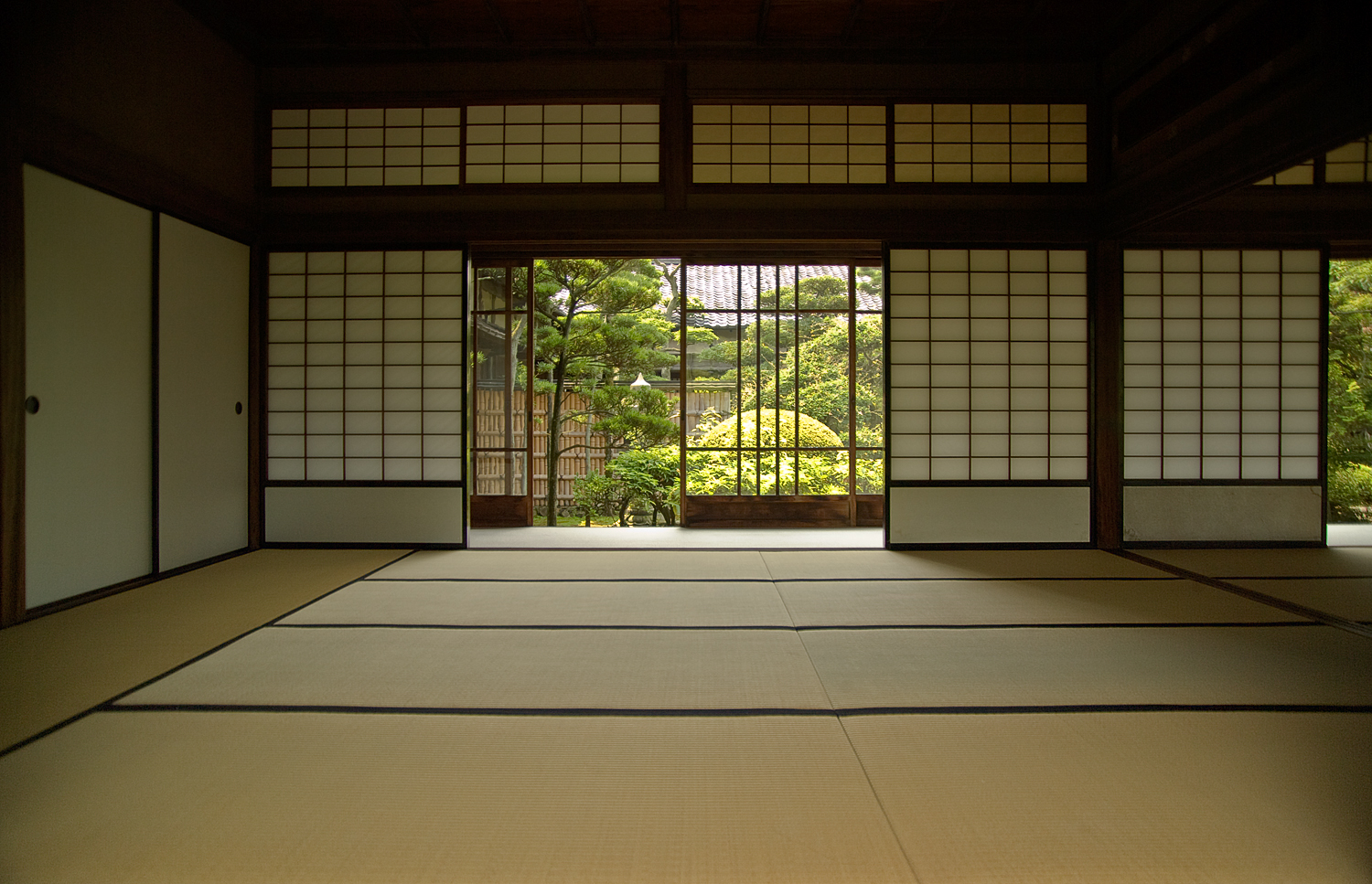
Parte interior del castillo Takamatsu, recubierto por laminas o tatami.

Todos los nihon jū-jutsu o estilos clásicos japoneses cuentan con ciertas características, que ayudan a dar un matiz tradicional a la respectiva escuela. Entre tales, podemos mencionar:
- El reishiki que representa un conjunto de normas de comportamiento y respeto en el dōjō.
- El dōjō o sala de práctica tiene su piso generalmente cubierto con la tradicional estera o tatami.
- El uniforme de práctica, que comúnmente es todo blanco (keikogi 稽古着) y al que con frecuencia se suma una falda-pantalón muy ancha llamada hakama (袴).
- Simplicidad rústica en el entorno, decoración y actitudes que se define como wabi-sabi.
- El empleo de un sistema de escalafón clásico denominado menkyo kaiden, distinto al sistema de grados tradicional por cinturones de colores originado en el judo y adoptado inicialmente por el karate, o sistema de grados (kyū/dan).
- La inexistencia de trofeos de campeonato, contratos a largo plazo, insignias, emblemas o cualquier otro elemento que busque el desarrollo del ego.

## Características comunes deljū-jutsu

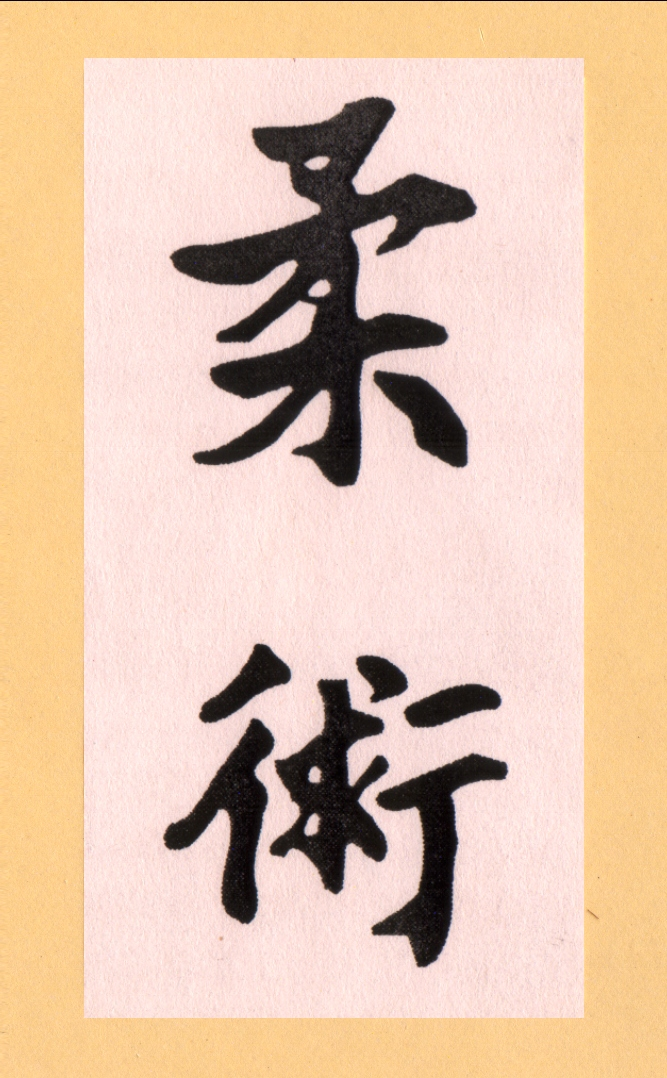
Ju-jutsu kanji

Si bien existen diferencias en la apariencia y en las técnicas de varios sistemas de ju-jutsu tradicionales, existen varias similitudes:
- Historias vinculadas y con origen en común en Japón donde con mucha frecuencia están relacionadas con alguna familia o clan.
- La principal forma de enseñanza es a través de la observación y repetición de las técnicas, muchas veces de acuerdo con patrones definidos en las llamadas kata (formas preestablecidas) en solitario o generalmente en parejas características de la escuela.
- Las técnicas incluyen golpes pero no como un fin en sí mismos sino para facilitar la ejecución de luxaciones a las articulaciones, lanzamientos, derribos o estrangulamientos.
- En general incluyen una base filosófica y ética a su práctica basada en el código del samurái o bushidō.
- Tienen un sistema de grados basado en general en certificados técnicos o de aptitud, donde a su vez se evalúa la actitud o carácter del practicante.

## Etimología y transliteración
Hay muchas formas en uso para escribir y pronunciar este arte marcial. En japonés, su nombre es escrito con kanjis, ideogramas chinos, pero la transliteración de la palabra japonesa se ha realizado en estos años varias veces y empleando métodos distintos en cada una de ellas, desde que Japón se vio forzado por los Estados Unidos a abrir sus puertos en 1854.
La palabra Jūjutsu, en la norma actual, se deriva del sistema de transliteración Hepburn. Sin embargo, en la primera mitad del siglo XX era más frecuente hablar de jujitsu o jiujitsu. Dado que de esta manera se dio a conocer el arte y se popularizó hace mucho tiempo, es la palabra en uso en algunos países de Occidente, a pesar de lo poco exacto que resulta jitsu para la pronunciación del segundo kanji de la palabra.

## Koryū jū-jutsuo estilos y escuelas clásicos
Se denominan Koryu los estilos y escuelas que de manera comprobable existían antes de la Restauración Meiji en 1868, mientras algunos de estos estilos posteriormente desaparecieron han sobrevivido y se siguen practicando Araki Ryu Kogusoku, Asayama Ichiden Ryū, Tenji Shinyo ryu, Yoshin ryu, Ryoi Shinto ryu, Takenouchi Ryu, Fusen-ryu, Shin No Shindo, Kyushin Ryu, Shiten Ryu, Sōsuishi ryū, Sekiguchi Ryū, Daitō-ryū Aikijujutsu y Koppōjutsu. En general se caracterizan por un sistema Menkyo en lugar del nuevo sistema o cinturones kyu-Dan y letales técnicas tradicionales que quedan salvaguardadas en un documento que se transmite de generación en generación de maestros a discípulos, llamados shoden makimono.

## Gendai jū-jutsuo escuelas y estilos tradicionales modernos

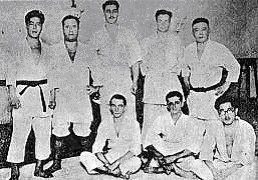
Alumnos de Maeda en Brasil

También denominado "jiu-jitsu" moderno son los estilos y métodos de jū-jutsu que fueron creados posteriormente a 1868 en oposición a los estilos Koryu jū-jutsu creados previamente; muchos de estos estilos modernos buscan la formación integral del individuo, y usan el sistema Kyu-dan originario del Butokukai y los cinturones de colores (blanco- marrón y negro) devenidos del Judo para identificar los niveles previos al de cinturón negro.  Los demás colores que hoy se conocen (amarillo, naranja, verde, azul o violeta) fueron los creados por el maestro Mikonosuke Kawaishi en Francia durante los años 40 para la promoción inicial del judo en Europa en contraposición a los sistemas tradicionales de grado de los sistemas clásicos conocidos como Menkyo kaiden, o por diploma, linaje y juramento.
Ejemplos de gendai jū-jutsu son: el Daitō-ryū Aikijujutsu, o su derivado el Hakko Denshin Ryu, Seibukan JuJutsu, de Kancho Toribio en Nagoya, Japón, Shudokan Jutsu ryu Daitokan de Carlos Alberto Castillo (España 1990), Danzan Ryu de H. Okazaki el Zendo ryu ju-jutsu, Jiu-jitsu brasileño o Bjj que aunque fue llevado a Brasil por Mitsuyo Maeda a mediados del siglo XX fue desarrollado por Carlos Gracie y posteriormente su hermano menor Hélio Gracie en Brasil con base en el judo, Yoshin Bushi Ryu de origen Argentino y varios sistemas Goshin Budo como por ejemplo Danzan Ryu de Henry Seishiro Okazaki, el Miyama-ryu de  Antonio Pereira o el Nihon Dentou Ryu que pese a lo que parece indicar su nombre fue desarrollado en República Dominicana, Santo Domingo por el Dr. Alejandro Iván Serrallés Sagalowitz. Esos estilos de ju-jutsu son practicados a lo largo y ancho del mundo, y como es claro muchos sistemas de gendai jū-jutsu, han sido fundados por descendientes de japoneses o inclusive por no japoneses alumnos directos de estos.

## Artes marciales derivadas
Algunas de sus descendientes directas son encontradas dentro del gendai budō estas son las artes marciales que fueron creadas en tiempos contemporáneos basadas en las escuelas antiguas. Como por ejemplo el judo y el aikidō que derivan de la síntesis de dos estilos de koryū jū-jutsu (tenjin shin'yō-ryū, y Kitō-ryū jū-jutsu) el primero, y de la influencia del daitō-ryū aikijujutsu en el segundo. Estas artes marciales fueron creadas posteriormente a la Restauración Meiji (inicios del siglo XX) con el respaldo y control del Dai Nihon Butokukai. Asimismo hay variantes y estilos desarrollados posteriormente en el siglo XX como el Nihon Tai-Jutsu japonés; o el estilo marcial híbrido coreano del Hapkido. Es importante notar que tanto el jū-jutsu como el judo han tenido una gran influencia en la inclusión o interpretación de varias técnicas como: las luxaciones articulares, estrangulaciones y algunos de los lanzamientos incluidas en los movimientos de los kata o formas de varias artes marciales tradicionales, especialmente en el caso de los estilos japoneses de karate, ya que gran parte de los maestros japoneses difusores del karate, y muchos otros contemporáneos tuvieron, o mantienen aun contacto con el arte, debido a que fueron formados inicialmente en jū-jutsu o en judo.

## Desarrollo deljū-jutsuen Europa
El Bartisu-Club de Londres es la primera escuela europea de jū-jutsu ya que fue fundada en 1899 por el ingeniero inglés, W.E.Barton-Wright, inspirado en el jū-jutsu, el club es frecuentado por la aristocracia londinense. El Capitán británico Hughes se inscribe en el Kodokan de Tokio y en Gran Bretaña llega el profesor japonés de jū-jutsu, Yokio Tani que abre el Club de la escuela japonesa de la calle Oxford en Londres, donde pronto dos franceses, Jean-Joseph Renaud y Guy de Montgrilhard apodado Renie se inscriben.
En 1904 Renaud y Montgrilhard abren el primer dojo en París en el número 55 de la calle Ponthie con la dirección técnica de dos expertos japoneses, los maestros Miyakie y Kanaya.
El 26 de octubre de 1905 Renie realiza un combate con el célebre luchador Georges Dubois en que a pesar de la diferencia de peso vence rápidamente logrando una gran popularidad pero que resulta efímera cuando poco después pierde contra un luchador ruso de más de 100 kg.
En 1906, el alemán Eric Rahn abre en Berlín la primera escuela de jū-jutsu, mientras en Inglaterra Allan Smith es el primer europeo en recibir un cinturón negro.
En 1908, Le Prieur será el primer francés que estudia Judo en Japón, pero lamentablemente luego de retornar a Francia no encontrando con quién practicar dentro de su nivel técnico poco a poco abandona el jū-jutsu y se dedica al buceo.
En 1924, K. Ishiguro y A. Aída, ambos 5.º dan, enseñan jū-jutsu en el Sporting Club de París. El científico británico de origen israelí Moshé Feldenkrais abre el Jiujitsu club de France apoyado por el matrimonio Joliot Curie.
En 1931 otro maestro japonés Mikonosuke Kawaishi se traslada a Londres y establece el Club de judo anglo-japonés y enseña Judo en la Universidad de Oxford, pero en 1935 se traslada a París enseñando jū-jutsu en el Club israelita, dirigido por Mirkin para pronto abrir su propio club llamado el Club Franco-Japonés que luego se fusiona con el Jiujitsu club de Francia.
En septiembre de 1933, el maestro Jigorō Kanō y su asistente Shuidi Nagaoka en el Campeonato de Francia dan una serie de demostraciones y conferencias.
En 1937 Georges London alumno de Ishiguro y luego de Kawaishi abre el Club Saint Honoré de jū-jutsu, judo y karate en el 274 de la Rue St. Honoré, en pleno centro de París por lo que es el primer discípulo de Kawaishi autorizado a dirigir un Dojo, el maestro London se traslada a Uruguay en Latinoamérica en 1958 difundiendo el jū-jutsu a ese país.

## Grados y cinturones Jū-jutsu (JJIF)
En el Jū-jutsu existen seis niveles distintos (llamados kyu) y 10 niveles de maestría (llamados dan), según el grado de habilidad en dicha arte marcial. Según la Federación Internacional de Jiu-jitsu (Entidad reconocida por el Comité Olímpico Internacional).
En JJIF. los colores de los cinturones ordenados de más inexperto a más experto son:
Grados inferiores
- Cinturón blanco
- Cinturón amarillo
- Cinturón naranja
- Cinturón verde
- Cinturón azul
- Cinturón marrón

Grados superiores
- 1.er DAN - negro (Sensei/profesor)
- 2.º DAN - Negro (Sensei/profesor)
- 3.° DAN - negro (Sensei-Shidoshi/profesor-instructor experto)
- 4.º DAN - negro (Renshi/maestro)
- 5.º DAN - negro (Renshi/maestro)
- 6º DAN - negro o blanco y rojo (Renshi/maestro)
- 7.º DAN - negro o blanco y rojo (Kyoshi/ licenciado)
- 8.º DAN - negro o blanco y rojo (Kyoshi/licenciado)
- 9.º DAN - negro o rojo (Hanshi/maestro ejemplar)
- 10.° DAN - negro o rojo (Hanshi/maestro ejemplar)

## Eljū-jutsuen Latinoamérica
- En Argentina, el jū-jutsu fue introducido por Yoshío Ogata, ayudante del Shihan Hagiwara de jū-jutsu al que le ofrecen un contrato para enseñar jū-jutsu a los oficiales de la Armada comenzando el 29 de noviembre de 1906. Posteriormente por intermedio del doctor Carlos Delcasse, una personalidad descollante y un famoso deportista que abre un gimnasio frecuentado por deportistas famosos de la época y gestiona el ingreso de Ogata a la policía de la ciudad de Buenos Aires, como instructor de defensa personal, en 1914 actúa como profesor de defensa personal en la Gendarmería Nacional de la Provincia de Neuquén y en 1918 comenzó a dictar clases en el Club Gimnasia y Esgrima de la ciudad de Buenos Aires, en 1938 continúa dictando clases de ju-jutsu en su propio dojo llamado “Ausonia”, ubicado por calle Santa Fe y Montevideo en la Capital Federal hasta su fallecimiento el 1 de julio de 1970 en Buenos Aires, Argentina.[17]
- En Uruguay, recién en 1958 Georges London llega de Francia fundando el instituto Shobukan donde enseña jū-jutsu, judo y kárate, su alumno Sergio Omar Anadón Rivero continuó su obra en el país.

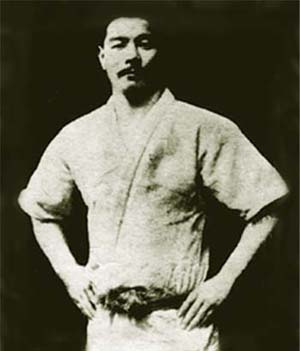
El maestro Mitsuyo Maeda

- En Brasil se introduce en 1917, con la llegada a Brasil de Mitsuyo Maeda, profesor de Kodokan, que recibe el apoyo de un influyente político de nombre Gaston Gracie, Maeda empezó a enseñarle Judo al hijo mayor de Gastón, Carlos; en la ciudad de Belem quien luego enseñó a sus hermanos Oswaldo, Gastao, George y Helio. Los Gracies en 1925 viajaron a Río de Janeiro donde abrieron la primera academia de lo que pronunciaban como "Jiu Jitsu" y que con el tiempo ha alcanzado difusión mundial. Sin embargo para la comunidad japonesa en Brasil los maestros Naito Katsutoshi y Ogawa Tyuzo representaron la mayor influencia en el desarrollo del jū-jutsu local.
- Yoshío Ogata chile entre sus alumnos esta la familia Sanhueza, de quienes hoy se destaca Gm Raúl Sanhueza quien ha llevado  el ju jutsu a otro nivel en Europa.
- En el año 2014 y a pedido de simpatizantes del jūjutsu tradicional japonés viaja a Brasil el maestro Carlos Alberto Castillo para difundir su sistema Shudokan jutsu ryu Daitokan. Practicante de varios sistemas de jujutsu como son hakko ryu, takenouchi ryu, tenshin ryu, yoshin ryu, alumno de Yuichi Negishi 11.ª generación shinkyoku ryu jujutsu (clan familiar) —  Soke Lucient Vicent Ott. La escuela ya cuenta con gran cantidad de practicantes especialmente cuerpo de policía militar.
- En México. En su libro "Siete migraciones japonesas en México (1890-1978)", María Elena Ota Mishima relata que en 1910 el jefe de los migrantes japoneses, Shinzo Harada al ser conocido viaja desde España como experto en daitō-ryū aiki jū-jutsu fue llamado por el Secretario de Guerra y Marina y enseñó en el Colegio Militar durante 8 años a los cadetes entre los que se contaron los hijos de Don Porfirio Díaz. En 1926 otro profesor japonés (Nabutaka Sataka) es llevado a México por orden del General Plutarco Elías Calles a fin de dictar clases a las fuerzas militares y fue comisionado para enseñar también este arte marcial en la Escuela Nacional de Maestros (Normal), donde impartió sus conocimientos a los estudiantes de esa época.
- En Cuba fue introducido en 1925 por el renshi Sigetoshi Morita y diez años después de su muerte se forma, en su honor la escuela Morita Ryu y paralelamente la escuela Tai Yoza Ryu del maestro Luis Armando Palacios alumno de Morita. Cuando se logra reavivar el jū-jutsu en la isla unos años más tarde se forman las escuelas Akijama Shirobei Ryu, Simón Ryu y Vamato Mijazawa que forman la base actual del Jū-jutsu cubano. Con la revolución uno de los judocas que se integra al proceso es Andrés Kolychkine Thompson, nacido en Petrogrado el 11 de marzo de 1913 y casado con una cubana por lo que decide radicarse allí, sensei Kolychkine fue alumno de Jean De Herdt quien a su vez fue discípulo de sensei Mikonosuke Kawaishi, y desarrolló principalmente el judo cubano que influiría en el desarrollo de las artes marciales en todos los países de la región y que se mantiene actualmente.
- En Costa Rica, el jū-jutsu comienza en 1955 año en el que el sensei Orlando Madrigal Valverde quien había aprendido con el profesor Kolychkine en Cuba. Instala la primera academia de judo y jū-jutsu. Llamada academia costarricense de judo y jiu jitsu, el shihan costarricense muere lamentablemente el 25 de junio de 1991. Dejando un gran legado.
- En Colombia, el jū-jutsu japonés llega aproximadamente entre las décadas de 1970 y 1980 de la mano del Judo, pero su difusión y práctica en sí es más reciente (2003), el estilo tradicional se da a conocer, gracias a los esfuerzos de la Federación Colombiana de jiu-jitsu. Y el jiu-jitsu brasilero; a los esfuerzos de varias escuelas como: Clube Kanji de Lutas, De la Riva Colombia, Team Pedro Sauer Colombia Academy, Gracie Barra, Team Legacy, Gracie Colombia, Alliance, Fabricio Rodrigues BJJ, Grappling Machines, Tyr jiu-jitsu, entre otras.
- En Chile, el Soke Jorge Silva Figueroa (1934-2012) (1980) crea y desarrolla el Método de Seguridad y Defensa Personal Sinerg – JiuJutsu, que es una versión del Jujutsu clásico (particularmente del Aiki – Jujutsu), interpretado como un método que aplica acciones sinérgicas y principios de ergonomía a partir de conductas instintivas y reacciones reflejas de auto protección ligadas a la movilidad natural.la muerte del Soke Silva en el 2012.sus alumnos y herederos continúan con su legado el Hanshi José Reyes

Kyoshi Manuel Maldonado Shihan Roberto Ramos 
- En Ecuador fue introducido por el Sensei de origen español Luis Díaz, en la década de los 80, desarrollando el arte en el dojo Sakae, nombrado así en honor a su primer maestro. Sentó las bases para que en la actualidad se siga practicando Jū-jutsu japonés, manteniendo la tradición y formalidad,en la agrupación Bu Shin Do, Ju-Jitsu Ecuador.
- En Perú, el ju jutsu japonés inicia su difusion alrededor de 2007 en que el sensei Fernando A. Torres Cordova regresa de Cuba después de aprender por más de 15 años de maestros cubanos como Luis Armando Palacios quien fue su maestro. Palacios fue alumno directo del maestro Japonés Sigetoshi Morita, introductor del Ju jitsu en Cuba. Así mismo, recibió enseñanzas del maestro Alberto Salas Sham (QPD). Fueron compañeros de aprendizaje los actuales maestros de Cuba Ariel Ramírez Villalba, Dexter Reyes Toledo quien fue presidente del jiu jitsu cubano. Julio Collado Izquierdo, Héctor Cabana entre otros. El sensei Fernando Torres realizó diversos cursos y seminarios de actualizaciones abriendo su primera escuela en el distrito de Santa Anita alternando karate con el sensei Oscar Villafuerte. Es así que en el año 2011 impulsa la realización por primera vez un mundial del arte suave en el Perú y es apoyado por la Federación de Judo en la Videna, cediendo sus instalaciones para realizarlo allí. A este magno evento asistieron 17 países entre América, Europa y Asia. El sensei Torres con el correr de los años continuó la difusión del arte por diversas provincias y ciudades Peruanas.
- En Venezuela, el Jū-jutsu japonés, llegó de la mano del Sensei Rubén D. Guerra B. en el año 2013 a la ciudad de Cabudare, Estado Lara, quien siendo alumno del sensei Akitaro Masuko; fundador de su ryu, le sugirió en los días de entrenamiento en Japón la idea de llevar su escuela por primera vez fuera de las fronteras niponas, así quedó sellado una amistad, mediante la disciplina y compromiso por este arte marcial y su historia de herencias de campesinos entrenados por samuráis y lo que representa en las artes marciales de Japón. En la actualidad, la Masuko Ryu está creciendo y tratando de crear familias marciales en todas las ciudades de los países donde se encuentra: Colombia, Panamá, Ecuador y Argentina, siendo manejada por alumnos del sensei Guerra y su escuela llamada BUDO TORII DOJO, en donde además del Jū-jutsu Tradicional de la línea Masuko Ryu, se dictan clases de Aikido Tenshokai también de Japón y Bujutsu Sosei Internacional con sede en España.
- En Panamá, el ju jutsu japonés inicia su difusión a finales de los años 90 en manos del maestro Manuel Alba, quien regresa de Japón a mediados de esa década después de aprender este sistema en la isla de Okinawa, Japón, a quien se considera como el pionero del ju jitsu tradicional/japonés en Panamá. En cuanto al jiu jitsu brasileño, el maestro Héctor Vásquez de Gracie Barra es considerado como el precursor de esta disciplina brasileña en el país.